# Selenocystein

Molekylformel för L-Selenocystein.

Selenocystein är en aminosyra som är strukturellt lik cystein. Skillnaden är att svavel-atomen i cystein är ersatt med selen. Sidokedjan (R) har alltså formen -Se-H. Selenocystein finns bara i en handfull proteiner. De kallas ofta selenoproteiner. Ett exempel är glutationperoxidas.
Selenocystein bildas genom att vatten elimineras från aminosyran serin. Därefter adderas diväteselenid, H2Se, från selenofosfat över dubbelbindningen som uppstår..